# WSIT
A WSIT (Web Services Interoperability Technology - Webszolgáltatások közti Együttműködési Technológia) egy nyílt forráskódú fejlesztés, melyet a Sun Microsystems kezdett, amivel meg kívánta alapozni a webszolgáltatások következő generációját.
Ez a technológia együttműködést biztosít a Java webszolgáltatások és a Microsoft Windows Communication Foundation (WCF) megoldásai között.
A Java programozási nyelv bizonyos APIjaiból áll, melyek  lehetővé tesznek bizonyos haladó WS-* szolgáltatások használatát, melyek hasonlóan használhatóak, mint a WCF a .NET keretrendszerben. Az különböző termékek közti kompatibilitás úgy valósulhat meg, hogy bizonyos webszolgáltatásokat implementálni kell, mint pl.: JAX-WS, ami a Java webszolgáltatások és a WCF között biztosít együttműködést.
A WSIT a nyílt forráskódokra vonatkozó CDDL licenc szerint terjeszthető és jelenleg a Metro projekt keretin belül fejlesztik.
A WSIT az alap SOAP protokoll kiegészítésinek sorozata és olyan elemeket tartalmaz, mint a JAX-WS és a JAX-B. Ez nem egy új protokoll, akár csak a DCOM.

## WS-I implementáció
A WSIT implementálja a WS-I specifikációt, ami tartalmazza:
- Meta adatok
  - WS-MetadataExchange
  - WS-Transfer
  - WS-Policy
- Biztonság
  - WS-Security
  - WS-SecureConversation
  - WS-Trust
  - WS-SecurityPolicy
- Üzenet kezelés
  - WS-ReliableMessaging
  - WS-RMPolicy
- Tranzakciók
  - WS-Coordination
  - WS-Atomic Transaction

## Fordítás
Ez a szócikk részben vagy egészben  a   Web Services Interoperability Technology című angol Wikipédia-szócikk ezen változatának fordításán alapul.  Az eredeti cikk szerkesztőit annak laptörténete sorolja fel. Ez a jelzés csupán a megfogalmazás eredetét és a szerzői jogokat jelzi, nem szolgál a cikkben szereplő információk forrásmegjelöléseként.